# Kyrene (Hetäre)
Kyrene (altgriechisch Κυρήνη; lat. Cyrene) oder Dodekamechanos (altgriechisch Δωδεκαμήχανος = die Zwölfkundige) war eine Hetäre im 5. Jahrhundert v. Chr. in Griechenland.

## Überlieferung
Sie war für ihre vielseitigen Liebesdienste berühmt und wurde, weil sie zwölf Liebesstellungen praktizierte, auch Dodekamechanos genannt. Paxamos soll sich in seinem erotischen Werk Dodekatechnon (altgriechisch Δωδεκάτεχνον = zwölf Künste) auf Kyrene bezogen haben.
Aristophanes nennt sie in seinen Komödien Die Thesmophoriazusen und Die Frösche. Auch eine Passage in Lysistrata soll sich auf Kyrene beziehen.  Löwenabbildungen, wie sie hier erwähnt wurden, sollen auf Elfenbeingriffen von Käseraspeln üblich gewesen sein. Die Darstellung des Löwen mit eingebogenen Pfoten soll an eine Sexstellung der Kyrene erinnern.
Laut Suda war sie eine korinthische Hetäre. Franz Studniczka vermutete wegen ihres Namens, dass sie aus der Kyrenaika stammte. Ludolf Malten dachte, dass sie nach der kilikischen Göttin Kyrene benannt sei und setzte ihre Heimat nach Kilikien.